# عصر النفط

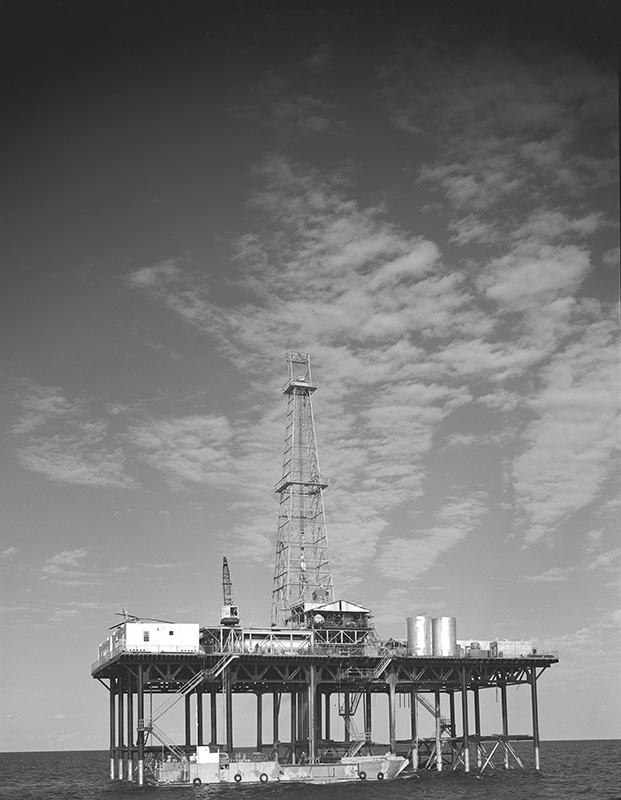
منصة حفر بئر نفطية بحرية
---- شركة النفط القارية، CATC، خليج المكسيك، 1955.

يشير مصطلح عصر النفط، الذي يُعرف أيضًا باسم العصر النفطي، أو عصر البترول، أو عصر الطفرة النفطية، إلى العصر الذي تميز فيه التاريخ الإنساني بزيادة مطردة في استخدام البترول لتصنيع المنتجات والوقود. ومع أن البترول غير المكرر استُخدم لأغراض متعددة منذ أزمان بعيدة، لم يتم تطوير أساليب تكريره واختراع محركات البنزين إلا في القرن التاسع عشر.
وعلى الرغم من أن النفط الخام استُخدم لأغراض متعددة منذ آلاف السنين، إلا أن البداية الفعلية لعصر النفط انطلقت في القرن التاسع عشر مع تطور أساليب الحفر، ومعالجة المنتجات المستخدمة في محركات الاحتراق الداخلي. ومن جانب آخر، يمكن تحديد عصر النفط في فترته الأولى حتى بدايات القرن العشرين، وتحديدًا عند تزايد استهلاك النفط وتزايد استخدام محركات الاحتراق الداخلي. ومع إن المجتمع الصناعي المعاصر يعتمد اعتمادًا كبيرًا على الموارد النفطية، إلا أن مستقبل عصر النفط صار يشهد خلافات متزايدة بعد ظهور تأثيرات ظاهرة تغير المناخ، وزيادة استخدام موارد الطاقة البديلة.

## نبذة تاريخية
منذ بداية الثورة الصناعية، استخدمت أنواع الوقود الأحفوري المختلفة مصدرًا مهمًا من مصادر الطاقة. فقد بدأ استخدام الفحم على نطاق واسع بعد نهاية القرن الثامن عشر وفرض هيمنته على أنواع الوقود الأخرى حتى بدايات القرن العشرين. ولكنَّ حدثين اثنين برزا على الساحة حينها أسهما في وضع حجر الأساس لعصر النفط: كان الأول منهما عامَ 1846م، عندما قام أبراهام غيسنر باختراع الكيروسين، وهو الأمر الذي جعل من الفحم والنفط مواد خام عملية لوقود الإضاءة. أما الحدث الثاني فكان عامَ 1859م، عندما قام إدوين دريك بتنفيذ أول عملية حفر حديثة لآبار النفط العميقة. ثم قام جون دافيسون روكفلر بتأسيس شركة ستاندرد أويل، التي هيمنت على صناعة النفط في ذلك الوقت، وكانت أول مشروع تجاري كبير في الولايات المتحدة. ففي عام 1870م، أسس روكفلر شركة ستاندرد أويل وأدارها بقبضة محكمة حتى تقاعد رسميًا عام 1897م. وبحلول عام 1878م، قام كارل فريدريك بنز بتطوير السيارات التي تعمل بالبنزين، ثم حصل عام 1879م على براءة اختراع للسيارات العملية. ثم جاء اختراع محرك الاحتراق الداخلي ليكون المؤثر الرئيس حينها في زيادة أهمية النفط.
يُعتقد عمومًا أن بداية العصر المعاصر للنفط قد نشأت في عام 1901 مع الاكتشاف في سبيندلتوب من قبل مستكشف النفط الكرواتي أنطون لوتشيتش وباتيلو هيجنز من تكساس، بالقرب من بومونت، تكساس في الولايات المتحدة، والذي أطلق إنتاجًا واسع النطاق للنفط وسرعان ما جعل المنتجات البترولية متاحة على نطاق واسع.
أما الحقبة التي أعقبت نهاية الحرب العالمية الثانية عامَ 1945م فقد شهدت ازدهارًا اقتصاديًا كبيرًا، وارتكزت في ذلك على الزيادة الكبيرة في استخدام النفط، وامتدت من منتصف القرن العشرين إلى بداية حقبة السبعينات من القرن ذاته. وانتهت تلك الحقبة مع اندلاع الأزمة النفطية عام 1973م. وفي عام 1956م، خلُص الجيوفيزيائي م. كنغ هوبرت إلى أن إنتاج الولايات المتحدة من النفط سيبلغ ذروته بين عام 1965م وعام 1970م (بلغ ذروته عام 1971) وأن إنتاج النفط سيبلغ ذروته "خلال نصف قرن" استنادًا إلى بيانات عام 1956م. وفي عام 1989م، تنبأ كولن كامبل بذروة إنتاج أخرى للنفط.
ومنذ حقبتي الستينات والسبعينات من القرن العشرين، وعندما بلغ إنتاج النفط ذروته في العديد من الدول الصناعية، كان توقيت ذروة الإنتاج العالمية محل تنبؤات متكررة بين العلماء والمختصين في هذه الصناعة، جنبًا إلى جنب مع النقاش المحتدم بشأن توقيت نهاية عصر النفط في نهاية المطاف والكيفية التي سيحدث بها ذلك. فوفقًا لعدد من التعريفات، فإن من المتوقع أن يصل عصر النفط إلى نهايته عندما تتجاوز معدلات استهلاك النفط معدلات الإنتاج المنخفضة، وهو الأمر الذي سيجعل من استخدام النفط أمرًا غير مربح أو حتى مستحيلاً في المقام الأول.

اتجاه أسعار النفط، 1861-2007، بقيَمِها الإسمية والمعدلة وفقًا لمعدلات التضخم.

### العصر الحالي
مع بزوغ فجر ما يُسمى عصرَ الذرة، اعتقد كثير من المراقبين في منتصف القرن العشرين أن عصر النفط كان يقترب من نهايته بسرعة كبيرة. ولكن التغير السريع نحو الطاقة الذرية خلال هذه الفترة لم يتحقق بالصورة المرجوة، ويعود ذلك جزئيًا إلى المخاوف البيئية التي أثارها عدد من الحوادث النووية المأساوية التي حدثت خلال تلك الفترة، مثل حادث جزيرة الثلاثة أميال عام 1979م، وكارثة تشرنوبل عام 1986م، وكارثة مفاعل فوكوشيما النووي عام 2011م.
تُعرَّف ذروة إنتاج النفط على أنها الفترة الزمنية التي تصل فيها معدلات إنتاج النفط إلى أقصاه، ثم تبدأ هذه المعدلات بعدها في الانخفاض. ويعتقد الكثير من المراقبين أننا وصلنا بالفعل إلى فترة الذروة هذه أو اقتربنا منها، وهو الأمر الذي يجعلنا في النصف الثاني من عصر النفط. ويقدّر البعض، استنادًا إلى معدلات الاستهلاك الحالية، أن احتياطيات النفط الحالية ستدوم إلى العام 2040م كحدّ أدنى. ولكنَّ تقديرات منظمة الدول المصدرة للبترول (أوبك) أظهرت في عام 2004م، أن المنظمة ستتمكن، بعد تنفيذ استثمارات جوهرية في هذا القطاع، من مضاعفة إنتاجها من النفط بحلول عام 2025م.

## أنظر أيضا
عام
ويلر رقم 1 بئر النفط, إدوارد ل. دوهيني, ازدهار النفط في تكساس, تاريخ صناعة النفط في كندا, تاريخ صناعة النفط الفنزويلية
الوقود
الوقود الأحفوري ، النفط غير التقليدي ، الرمال النفطية ، احتياطيات النفط الصخري
التخمة والأزمات
أسعار النفط ، تخمة النفط في الثمانينات ، التسلسل الزمني لسوق النفط العالمية 1980–1989 ، أزمة الطاقة عام 1979 ، ارتفاع أسعار النفط منذ عام 2003 ، نضوب النفط
الأعمال
التسلسل الزمني لأحداث سوق النفط العالمية (1970-2005) ، رجل الشركة ، مهندس سوائل الحفر، مجموعة الحفر الرئيسية الدولية
الحفر
استخراج البترول ، بئر النفط ( حفر آبار النفط ، حفار النفط )، حفر الآبار (الحفر)، جهاز الحفر ( رأس البئر، سلسلة الحفر )، منصة النفط ، سفينة الحفر ، بيت الكلب بئر النفط ، المضخة الغاطسة ، تسجيل الآبار ، حفرة البئر ، بئر التخفيض, التحكم في بئر النفط, استكمال (آبار النفط والغاز), تدرج ضغط المسام, الحفر البحري, الحفر في المياه العميقة, سائل الحفر
أخرى
لعنة الموارد، احتياطيات النفط في المملكة العربية السعودية، مشاكل حفر آبار النفط, الإمبريالية النفطية, استعباد الطاقة
البدائل
الغاز الطبيعي ، الطاقة المتجددة ، تسويق الطاقة المتجددة ، تاريخ الطاقة المتجددة